# Bajagić
Bajagić je naselje koje se nalazi oko 4 kilometra od grada Sinja.

## Zemljopisni položaj
Naselje Bajagić se nalazi na lijevoj obali rijeke Cetine položeno uz sjeveroistočni rub Hrvatačkog polja između naselja Rumin i Han te Obrovca Sinjskog na prosječnoj nadmorskoj visini od 350 metara. Cjelokupno naselje od polja dijeli rijeka Cetina preko koje se nalazi naselje Čitluk.

## Stanovništvo
| broj stanovnika | 551   | 632   | 705   | 853   | 909   | 982   | 956   | 974   | 936   | 973   | 1007  | 906   | 868   | 844   | 696   | 562   | 496   |
|                 | 1857. | 1869. | 1880. | 1890. | 1900. | 1910. | 1921. | 1931. | 1948. | 1953. | 1961. | 1971. | 1981. | 1991. | 2001. | 2011. | 2021. |

## Znamenitosti
- Župna crkva sv. Nikole biskupa.
- Srednjovjekovno groblje uz Malin
- Arheološko nalazište Banova draga

## Zanimljivosti
U naselju se nalazi crkva svetog Nikole Biskupa uz koju je seosko groblje.
U naselju Bajagić nema mosta preko rijeke Cetine a najbliži se nalaze u naseljima Rumin (u zaseoku Panj) te na Hanu, premda bi postojanje istoga skratilo put do najbižeg gradskog naselja Sinja za više nego upola.